# Леле (бенуэ-конголезский язык)
Леле (Bashilele, Usilele) — язык, на котором говорят на западе провинции Западное Касаи (ДРК), на территориях Илебо и Тшикапа, а также на крайнем востоке провинции Бандунду, на территориях Гунгу и Идиофа. Население также понимает язык вонго.